# Carl Philipp von Wrede
Carl Philipp von Wrede (ur. 29 kwietnia 1767 w Heidelberg, zm. 12 grudnia 1838 w Ellingen) – bawarski generał, uczestnik wojen napoleońskich (II koalicji, III koalicji, V koalicji, inwazji na Rosję, VI koalicji). Sprzymierzony z Wielką Armią w latach 1805–1813, następnie walczący po stronie austriackiej.

## Kariera wojskowa
W 1800 roku brał udział w bitwie pod Hohendlinden po stronie koalicji. Następnie podczas wojny Napoleona z Austrią pięć lat później przeszedł na stronę francuską, biorąc udział w kampanii przeciwko Austrii. Cztery lata później dowódca oddziałów bawarskich pod Wagram.
W kampanii rosyjskiej 1812 roku walczył pod Połockiem (17–18 sierpnia), a następnie bronił Wilna (9–10 grudnia). Po bitwie pod Lipskiem (16–19 października 1813) przeszedł na stronę koalicji antynapoleońskiej i dowodził przegranym starciem pod Hanau (30–31 października).